# Schwaförden

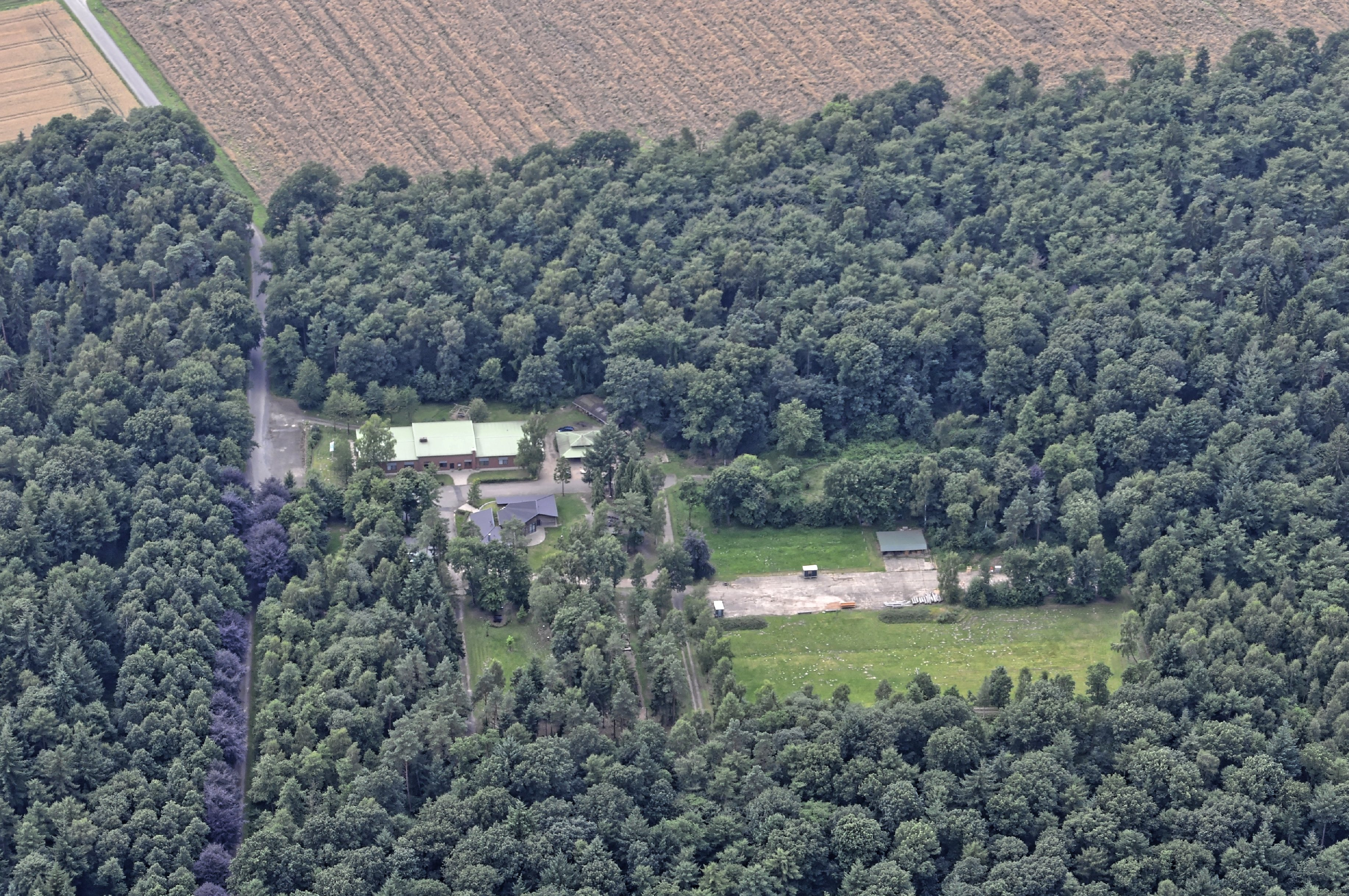
Jugendwaldheim Hahnhorst

Schwaförden (niederdeutsch Swabern) ist eine Gemeinde im Landkreis Diepholz in Niedersachsen.

## Geografie

### Lage
Schwaförden liegt südlich vom Naturpark Wildeshauser Geest ungefähr in der Mitte zwischen Bremen und Minden. Die Gemeinde ist Verwaltungssitz der Samtgemeinde Schwaförden, mit den Orten Affinghausen, Ehrenburg, Neuenkirchen, Scholen, Schwaförden und Sudwalde.

### Gemeindegliederung
- Mallinghausen
- Schwaförden (Kernort)

### Nachbargemeinden
|          | Sudwalde00Affinghausen                      | Bruchhausen-Vilsen |
| Scholen  | Kompassrose, die auf Nachbargemeinden zeigt |                    |
| Sulingen |                                             | Mellinghausen      |

### Klima
Es herrscht gemäßigtes Seeklima, beeinflusst durch feuchte Nordwestwinde von der Nordsee. Im langjährigen Mittel erreicht die Lufttemperatur in Schwaförden 8,5 °C–9 °C, und es fallen ca. 700 mm Niederschlag. Zwischen Mai und August kann mit durchschnittlich 20–25 Sommertagen (klimatologische Bezeichnung für Tage, an denen die Maximaltemperatur 25 °C übersteigt) gerechnet werden.

## Geschichte
Das Gebiet ist seit der jüngeren Steinzeit besiedelt, was unter anderem archäologische Untersuchungen in einem Neubaugebiet 2019 ergaben. Dabei wurden Siedlungsreste aus der späten Bronzezeit und frührömischen Eisenzeit aus der Zeit des ersten Jahrtausends v. Chr. gefunden.
In der römischen Epoche führte nördlich von Schwaförden ein römischer Versorgungsweg von der Weser bis nach Friesland. Schwaförden ist eine typisch sächsische Siedlung mit verstreuten Höfen, die sich wie Perlen an einer Schnur an einer Straße aufreihen. Schwaförden gehörte 750 n. Chr. zum Kerngebiet des Stammes der Sachsen und war eine Siedlung des Unterstammes der Engern. Schwaförden wurde erstmals 1025 in einer Schenkungsurkunde von dem Grafen Mito von Minden an die Herren zu Hoya erwähnt.
Die gotische Kirche Schwafördens wurde zwischen 1200 und 1500 errichtet. 1525 wurde Schwaförden evangelisch und bildet seit 1575 mit Scholen eine Kirchengemeinde.
Während des Dreißigjährigen Krieges brannten die großen Buchen- und Eichenwälder, die zuvor für die Eichelmast der Schweine gebraucht wurden, rund um den Ort ab und wurden anschließend mit schnell wachsenden Nadelbäumen wieder aufgeforstet. Durch den immensen Holzverbrauch von Anfang bis Mitte des 19. Jahrhunderts waren die mühsam wiederaufgeforsteten Wälder nahezu restlos gerodet. Daraufhin wurde von Friedrich Erdmann ein neues Projekt ins Leben gerufen mit dem Ziel, möglichst viele unterschiedliche Baumarten auf einem möglichst kleinem Gebiet unterzubringen. Dieses Experiment startete 1903 und dauert bis heute an.

### Eingemeindungen
Zur Gebietsreform in Niedersachsen am 1. März 1974 wurde die bis dahin selbständige Gemeinde Mallinghausen eingegliedert.

### Einwohnerentwicklung
Die ersten Aufzeichnungen, die die Einwohner Schwafördens auflisteten, stammen aus einer Steuererhebung von 1583 und beschrieb etwa fünfzehn Gehöfte in Größe und Bewaffnung (Lanzen, Hellebarden, Beile oder Schilde) mit ungefähr achtzig Einwohnern.
| Jahr | Einwohner | Quelle |
| ---- | --------- | ------ |
| 1583 | ~ 80      | [ 4 ]  |
| 1885 | 610       | [ 4 ]  |
| 1910 | 0898 1    | [ 5 ]  |
| 1925 | 0966 2    | [ 4 ]  |
| 1933 | 0883 3    | [ 4 ]  |
| 1939 | 0896 4    | [ 4 ]  |
| 1950 | 1524 5    | [ 6 ]  |
| 1956 | 1188 6    | [ 6 ]  |
| 1973 | 1138 7    | [ 7 ]  |
| 1975 | 1417 8    | [ 8 ]  |
| 1980 | 1417 8    | [ 8 ]  |

| Jahr | Einwohner | Quelle |
| ---- | --------- | ------ |
| 1985 | 1414 8    | [ 8 ]  |
| 1990 | 1528 8    | [ 8 ]  |
| 1995 | 1548 8    | [ 8 ]  |
| 2000 | 1536 8    | [ 8 ]  |
| 2005 | 1503 8    | [ 8 ]  |
| 2010 | 1452 8    | [ 8 ]  |
| 2015 | 1523 8    | [ 8 ]  |
| 2018 | 1491 8    | [ 8 ]  |
| 0    | 0         | 0      |

1 das 1974 eingemeindete Mallinghausen (= 231 Einw.)

2 das 1974 eingemeindete Mallinghausen (= 261 Einw.)

3 das 1974 eingemeindete Mallinghausen (= 255 Einw.)

4 das 1974 eingemeindete Mallinghausen (= 252 Einw.)

5 das 1974 eingemeindete Mallinghausen (= 431 Einw.)

6 das 1974 eingemeindete Mallinghausen (= 344 Einw.)

7 das 1974 eingemeindete Mallinghausen (= 216 Einw.)

8 jeweils zum 31. Dezember
|  |

## Politik

### Gemeinderat
Der Gemeinderat aus Schwaförden setzt sich aus 11 Ratsfrauen und Ratsherren folgender Parteien zusammen:
- CDU: 3 Sitze
- SPD: 4 Sitze
- WGS: 4 Sitz

(Stand: Kommunalwahl am 12. September 2021)

### Bürgermeister
Der ehrenamtliche Bürgermeister von Schwaförden ist Gerd Göbberd (SPD). Seine Stellvertreter sind Rolf Imholze (WGS) und Bernd Bolte (CDU/WGS). Gemeindedirektor ist Samtgemeinde Bürgermeister Helmut Denker.
bisherige Amtsträger
- 1946: Fr. Bruns
- 1946–1948: Heinrich Heinhorst
- 1948–1967: Wilhelm Schmitting
- 1967–1976: Hermann Kriesmann
- 1976–2001: Heinrich Grube
- 2001–2021: Wilfried Schlichte (CDU)
- seit 2021: Gerd Göbberd (SPD)

### Wappen
Das Kommunalwappen der Gemeinde Schwaförden wurde von dem Autor Hans Ehlich entworfen und vom Heraldiker und Autor Werner Kaemling gezeichnet.
| Wappen von Schwaförden | Blasonierung: „Im gespaltenen Schild im rechten Feld in Rot ein goldener Schlüssel und im linken Feld in Gold ein schwarzer Schrägbalken.“ |
| Wappen von Schwaförden | Wappenbegründung: In dem Wappen wird sowohl auf den Ortsnamen als auch auf zwei wesentliche historische Gegebenheiten hingewiesen: Erstens den über Mallinghausen und Schwaförden verlaufenden, um 1050 sicher nachzuweisenden Volksweg sowie zweitens die Verbindung der Ortsgeschichte mit dem Domstift Minden, die u. a. in drei früheren Urkunden von 1025, 1029 und 1033 bezeugt wird. Das Wappen ist also gleichzeitig ein redendes Wappen (Schwaförden = schwarze Furt im Zuge des Volkwegs) und ein historisches Wappen (Volkweg – Domstift Minden). |

## Sehenswürdigkeiten

### Bauwerke

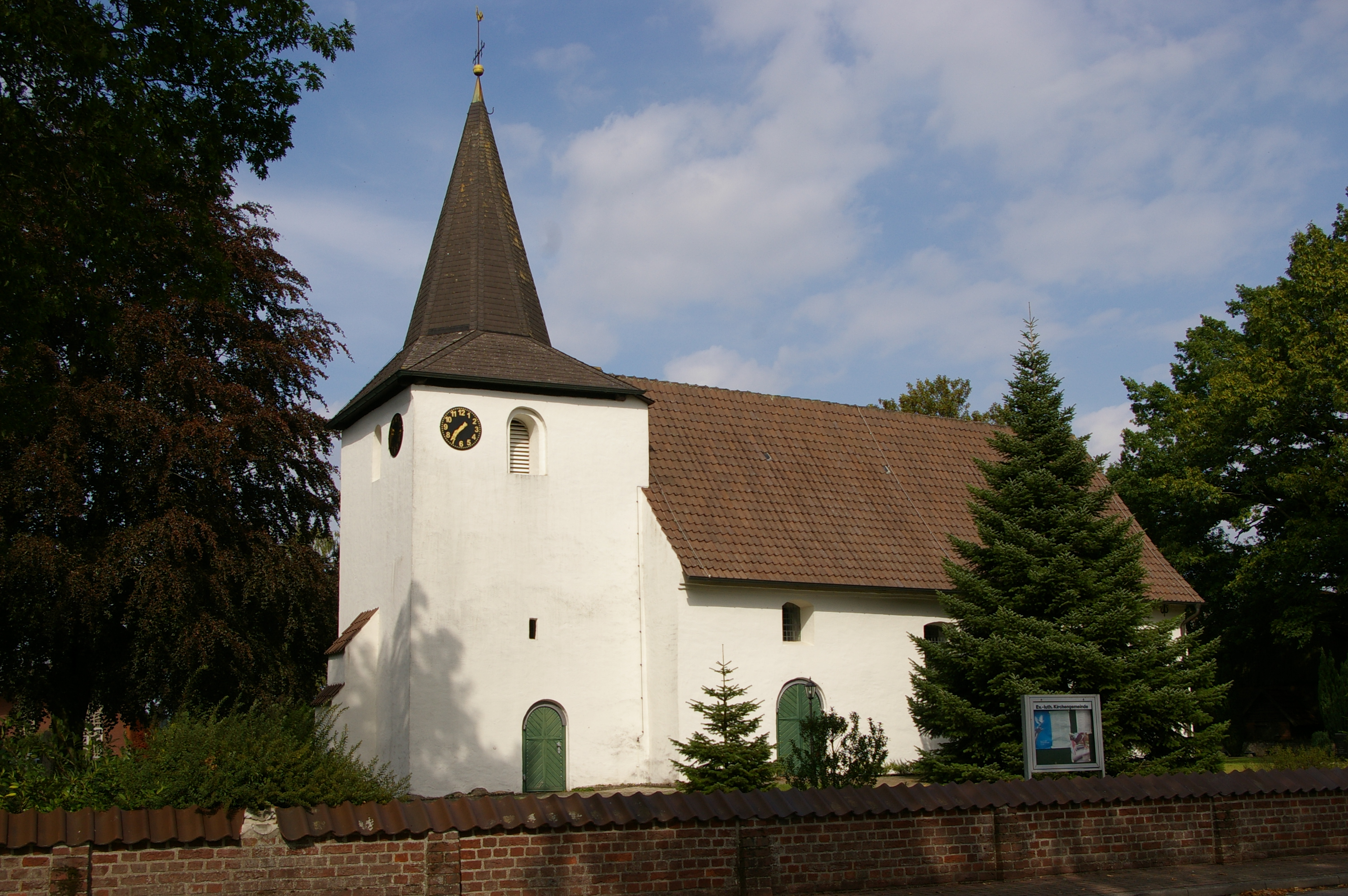
Kirche in Schwaförden

In der Liste der Baudenkmale in Schwaförden sind vier Baudenkmale aufgeführt, darunter:
- Die gotische Kirche Schwafördens ist ein einschiffiger Gewölbebau und wurde zwischen 1200 und 1500 errichtet. Ein Teil der Apsis und ein Rundbogen am Turm stammen aus der romanischen Epoche. Die Kirche ist mit vielen Malereien ausgeschmückt worden, die von Wandermönchen im 15. Jahrhundert gemalt wurden. Diese Malereien wurden übertüncht und um 1900 wiederentdeckt, freigelegt und restauriert.

## Infrastruktur

### Allgemeines
- Rathaus, Poststraße 157
- Freiwillige Feuerwehr Samtgemeinde Schwaförden
- Oberschule Schwaförden mit Außenstelle Ehrenburg (Standort Schwaförden), Dorfstraße 64

### Verkehr
Die Gemeinde liegt an der auf diesem Abschnitt stillgelegten, aber noch vorhandenen Bahnstrecke Bünde–Bassum. Am Bahnhof, dessen Empfangsgebäude mittlerweile abgerissen ist, hielten früher in einigen Fahrplanperioden die Eilzüge Bremen–Bielefeld(–Frankfurt). Die nächstgelegene Station ist heute der Bahnhof in Bassum.

### Kirchen
- ev. Kirche Schwaförden (siehe oben)
- Mallinghausen gehört zur Kirchengemeinde Sudwalde.[17]

## Persönlichkeiten

### Söhne und Töchter der Gemeinde
- Otto Lührs (* 1939), Physiker und Künstler

### Weitere Personen
Personen, die hier gelebt und vor Ort oder von diesem Ort aus bedeutendes geleistet haben:
- Robert Enders (1928–2003), Künstler und Kunsterzieher, er lebte und arbeitete in Sulingen, er schuf 1975 in der Neuen Kapelle in Schwaförden das Metall-Stoff-Wandrelief „In Göttlicher Obhut“
- Rainer Kaune (* 1945), Autor, Rezitator, Vortragsredner, Herausgeber und Pädagoge